# Fontaine-l’Évêque
Fontaine-l’Évêque (wa. Fontinne-l'-Eveke) – miasto w Belgii, w Regionie Walońskim, w prowincji Hainaut, w okręgu Charleroi. Według Dyrekcji Generalnej Instytucji i Ludności, 1 stycznia 2024 roku gmina liczyła 18 122 mieszkańców.

## Podział administracyjny
W skład miasta wchodzą dwie dzielnice (section):
- Forchies-la-Marche
- Leernes

## Osoby

### urodzone w Fontaine-l’Évêque
- Édouard de Haussy (1833–1894), polityk
- Louis Delattre (1870–1938), lekarz

## Współpraca
Miejscowość partnerska:
- Zografos, Grecja